# Erdeed
Erdeed (rumänisch Ardud, ungarisch Erdőd) ist eine Kleinstadt im Kreis Satu Mare im Nordwesten Rumäniens.

## Lage
Erdeed liegt in einer hügeligen Region im Nordwesten Rumäniens. Die Kreishauptstadt Satu Mare befindet sich etwa 15 km nördlich.

## Geschichte
Die ältesten archäologischen Funde der Region stammen aus der Bronzezeit.
Erdeed ist 1215 unter dem Namen Herdeud erstmals urkundlich erwähnt.
1378 wurde der Ort ein regionales Verwaltungszentrum. 1481 wurde nordwestlich von Erdeed von Bertalan Drágffy eine Burg errichtet. 1545 formulierten die Protestanten hier ihr Glaubensbekenntnis in 12 Artikeln, 1555 fand hier ein weiterer Rat statt. 1565 belagerte und zerstörte Johann Sigismund Zápolya die Burg. Sie verlor bald ihre militärische Bedeutung und wurde zwischen 1727 und 1730 durch Sándor Károlyi zum Schloss umgebaut. Am 8. September 1847 heiratete Sándor Petőfi hier Júlia Szendrey. Die Burg wurde im Zweiten Weltkrieg zerstört, heute sind nur noch die Ruinen zu sehen.
Im 18. Jahrhundert siedelten sich in Erdeed wie auch in anderen Regionen des Komitats Sathmar Deutsche – die Sathmarer Schwaben – an.
Bis 1918 gehörte der Ort zum Königreich Ungarn. Nach dem Ersten Weltkrieg kam er zu Rumänien, von 1940 bis 1944 infolge des Zweiten Wiener Schiedsspruches vorübergehend wieder zu Ungarn. 2006 erhielt Erdeed den Status einer Stadt.
Die wichtigsten Wirtschaftszweige sind die Holz-, die Bauindustrie, die Landwirtschaft und der Handel.

## Bevölkerung
1880 lebten auf dem Gebiet der heutigen Stadt 4071 Personen, darunter 1877 Rumänen, 1227 Deutsche, 925 Ungarn und 11 Slowaken. 2159 wohnten in Ardud selbst, die übrigen 2107 in den fünf heute eingemeindeten Ortschaften. 1930 wurden außerdem 172 Juden registriert. Das Bevölkerungsmaximum wurde 1977 mit 8393 erreicht.
Bei der Volkszählung 2002 lebten in Erdeed 6486 Einwohner, davon 4219 in der Stadt selbst, 2267 in den eingemeindeten Dörfern. 2082 waren Rumänen, 1161 Ungarn, 591 Roma und 373 Deutsche.

## Sehenswürdigkeiten

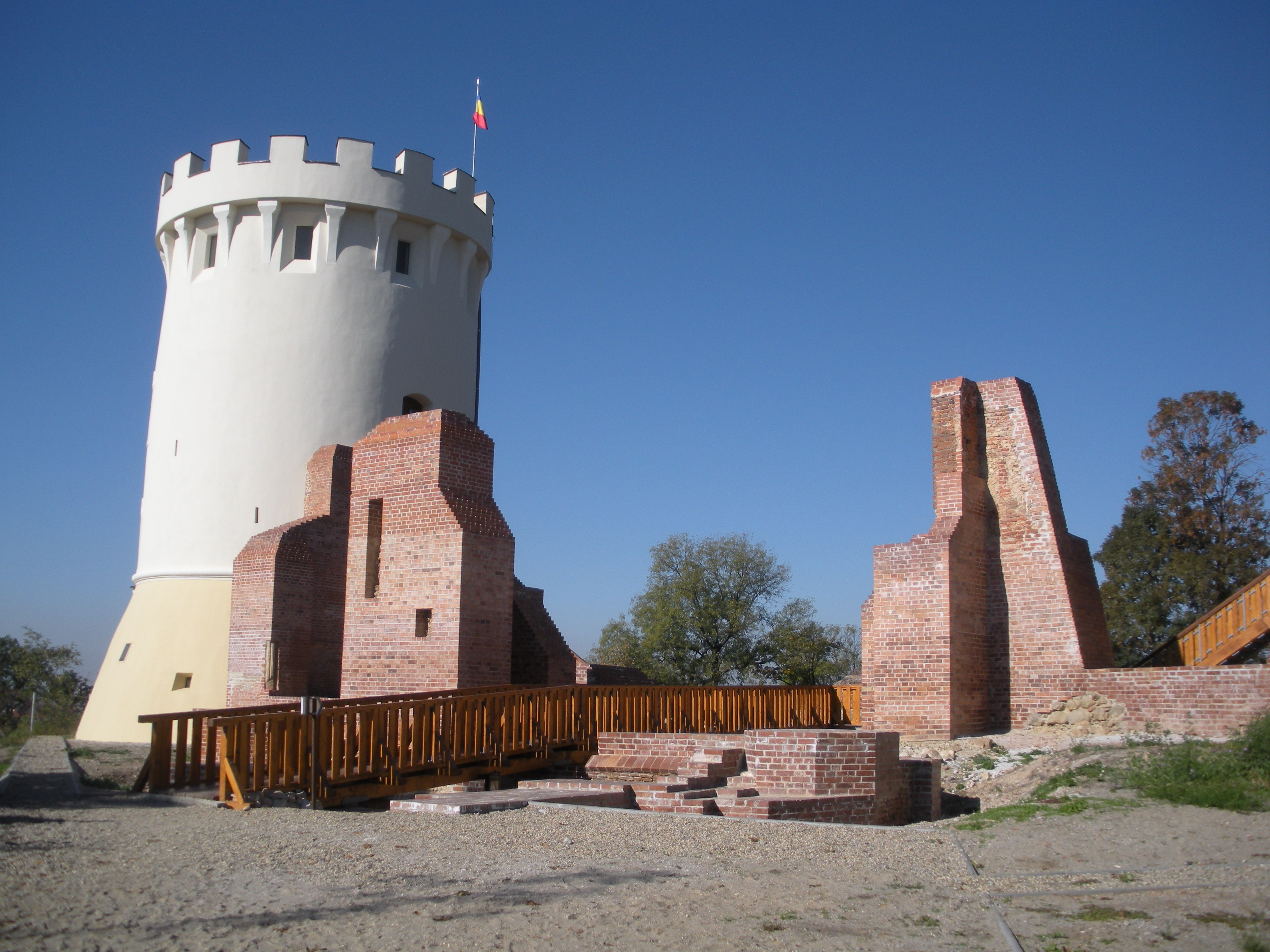
Burgruine in Erdeed

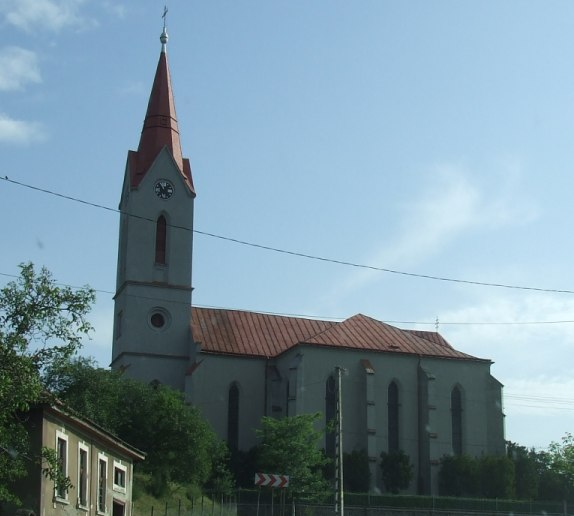
Römisch-katholische Kirche in Erdeed

- Burgruine (1481/1730)
- Katholische Kirche (1482)

## Verkehr
Erdeed verfügt über keinen Bahnanschluss. Die einst hier verkehrende Kleinbahn ist stillgelegt. Durch die Stadt führt die Europastraße 81. Regelmäßige Busverbindungen bestehen nach Satu Mare.

## Persönlichkeiten
- Tamás Bakócz (1442–1521), Kardinal und Politiker.